# Loree Moore
Loree Marlowe Moore (Carson, 23 marzo 1983) è un'ex cestista e allenatrice di pallacanestro statunitense, professionista nella WNBA.

## Carriera
È stata selezionata dalle New York Liberty al primo giro del Draft WNBA 2005 (10ª scelta assoluta).
Con gli Stati Uniti ha disputato i Giochi panamericani di Santo Domingo 2003.

## Palmarès
- WNBA All-Defensive Second Team (2007)